# Cò thìa Á Âu
Platalea leucorodia là một loài chim trong họ Threskiornithidae.

## Hình ảnh

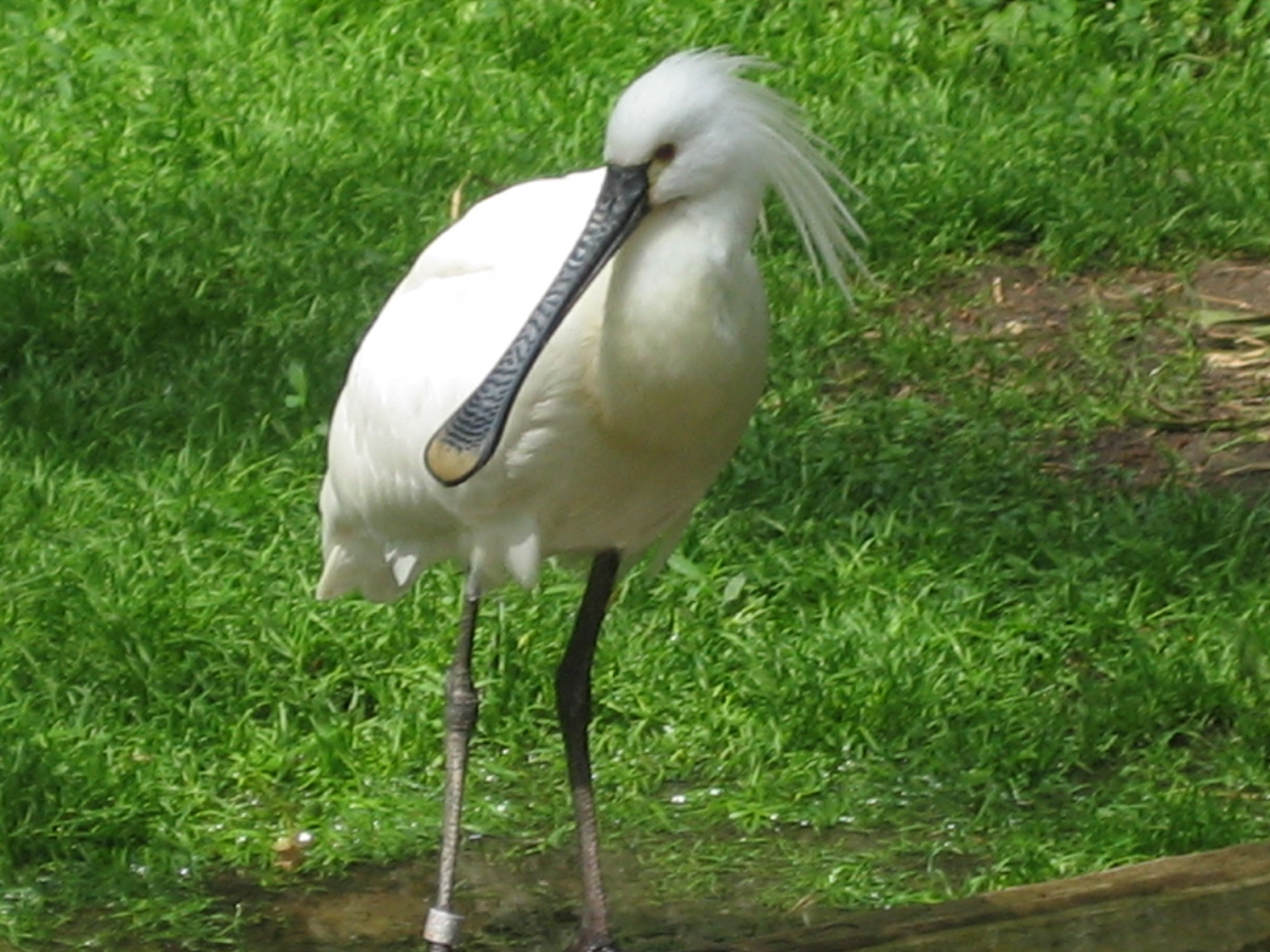
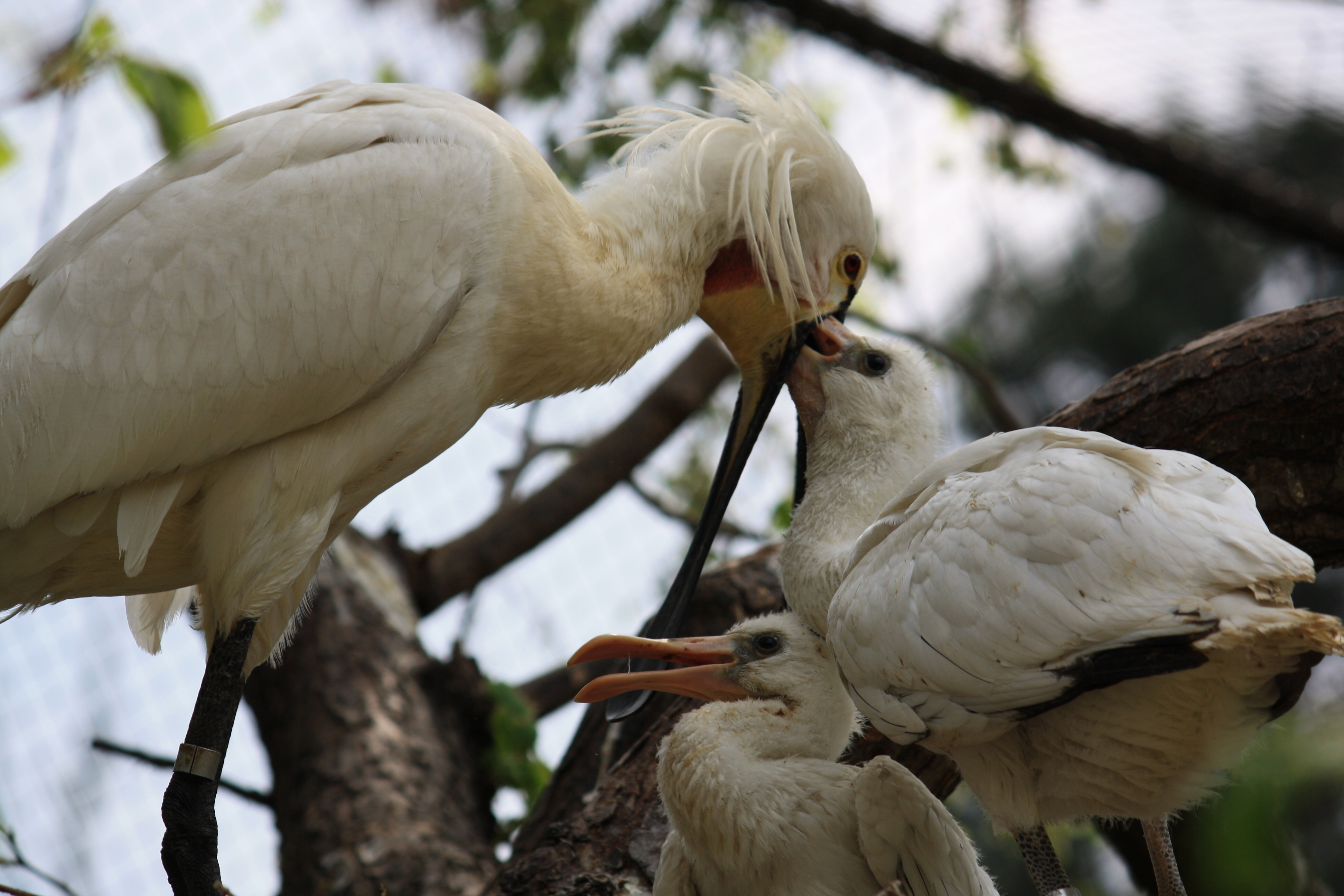
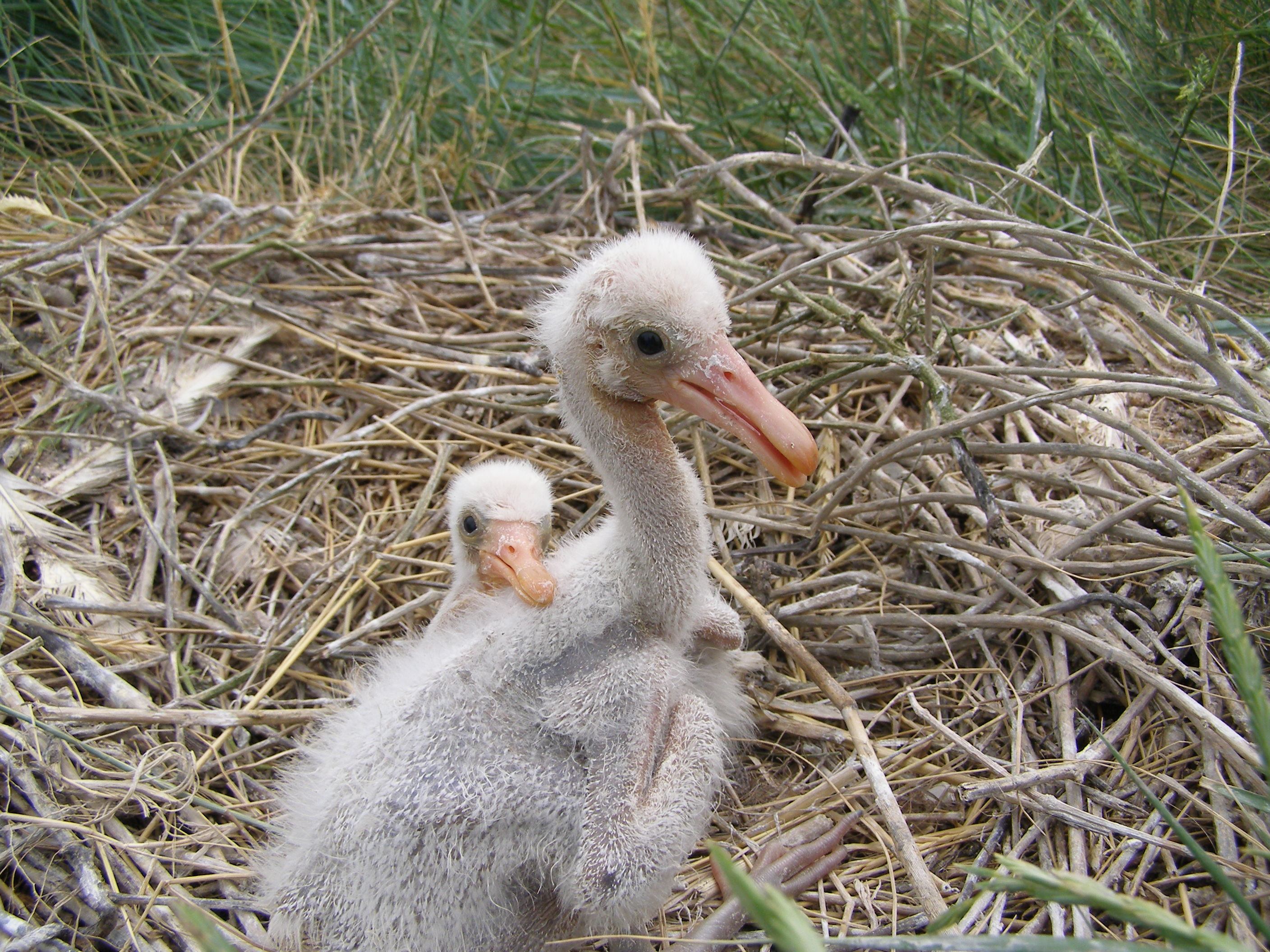
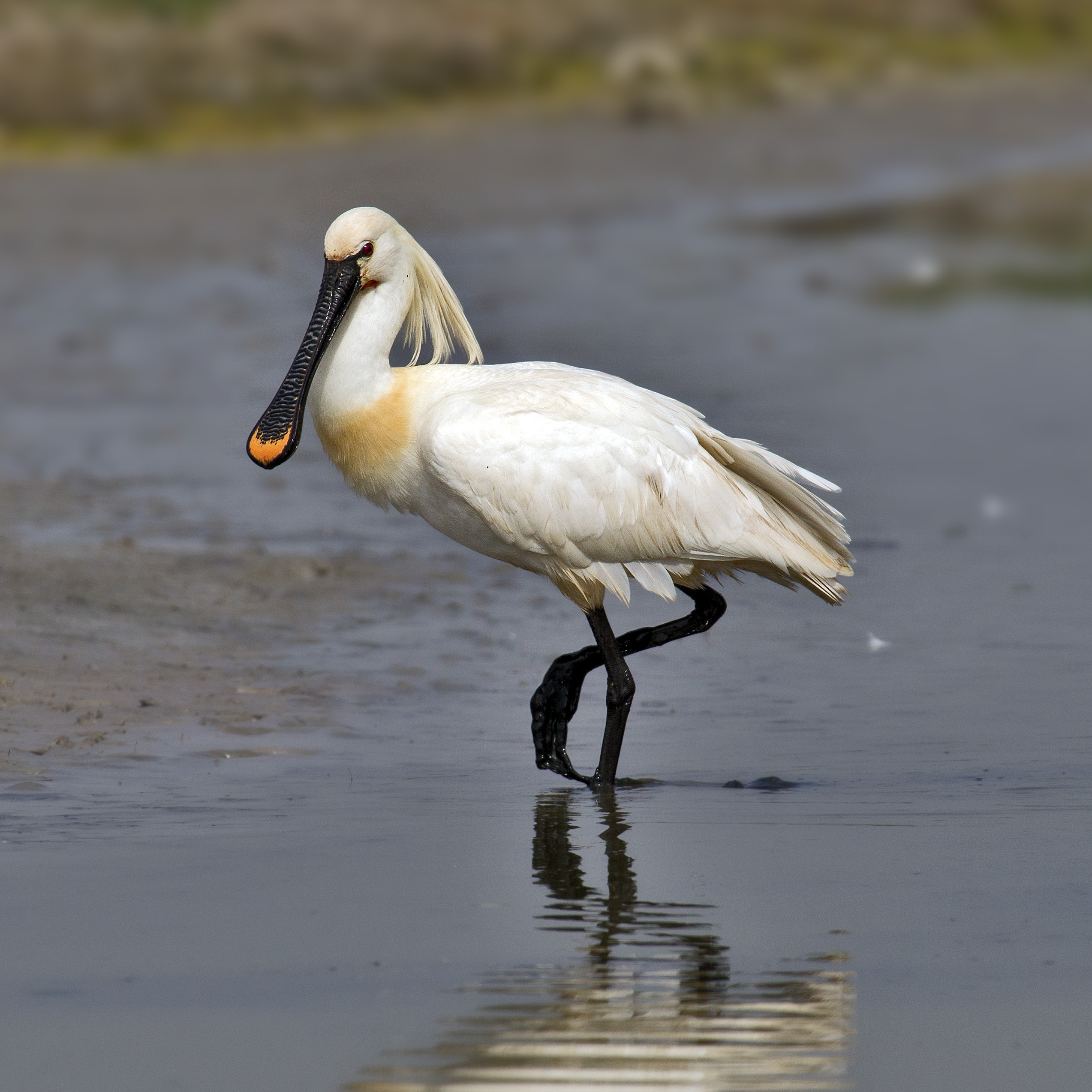
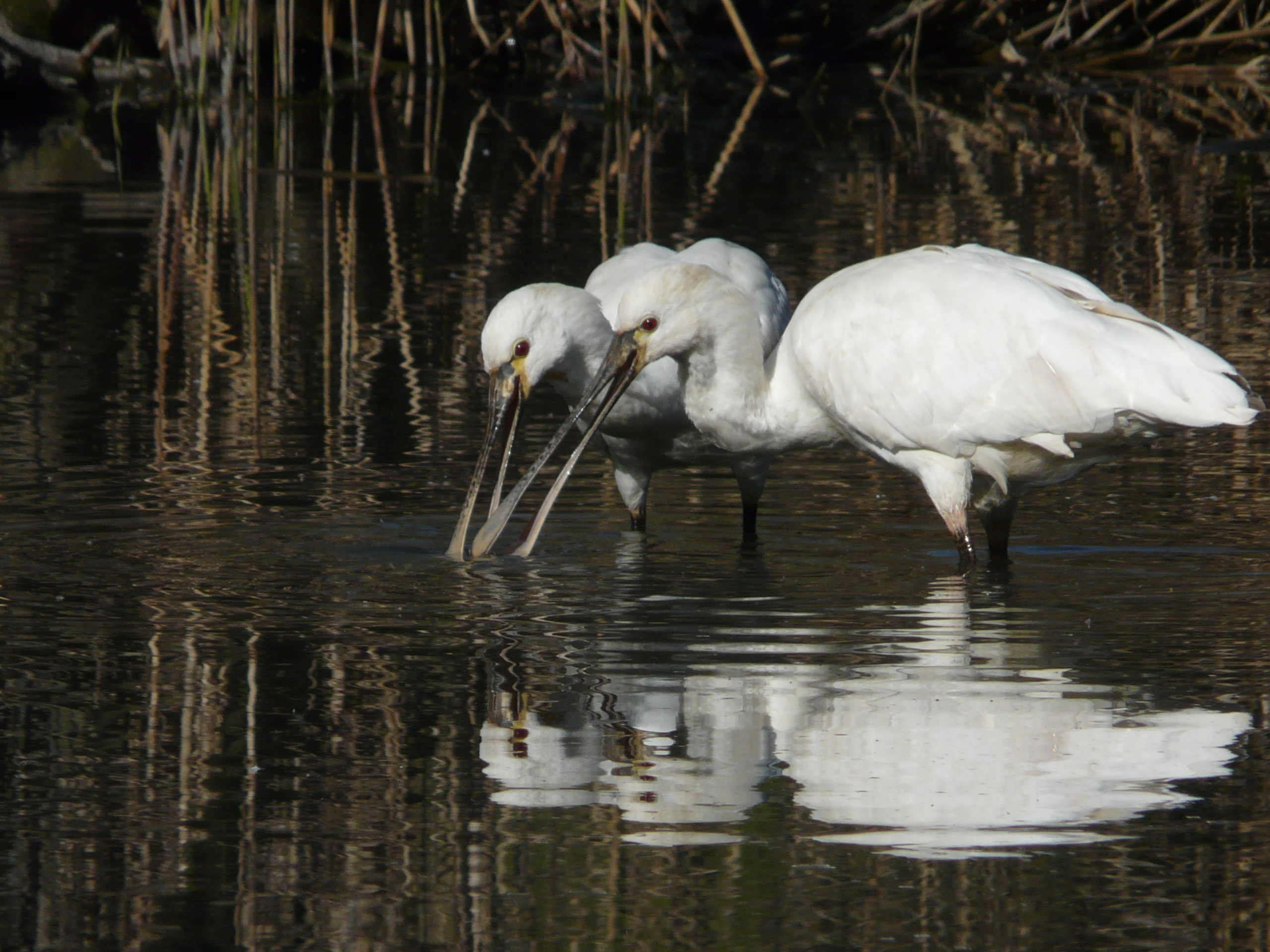
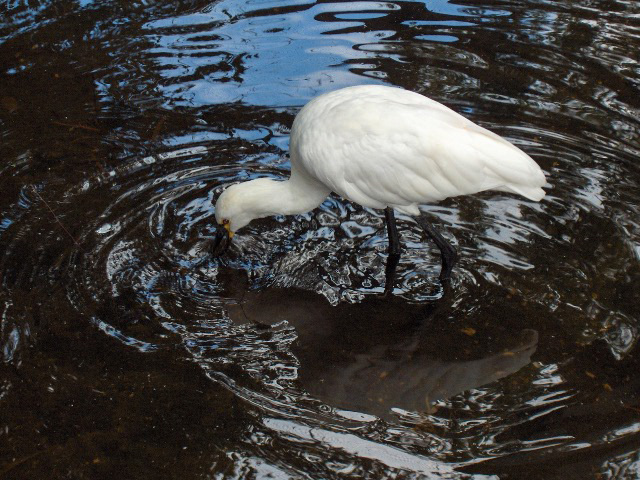
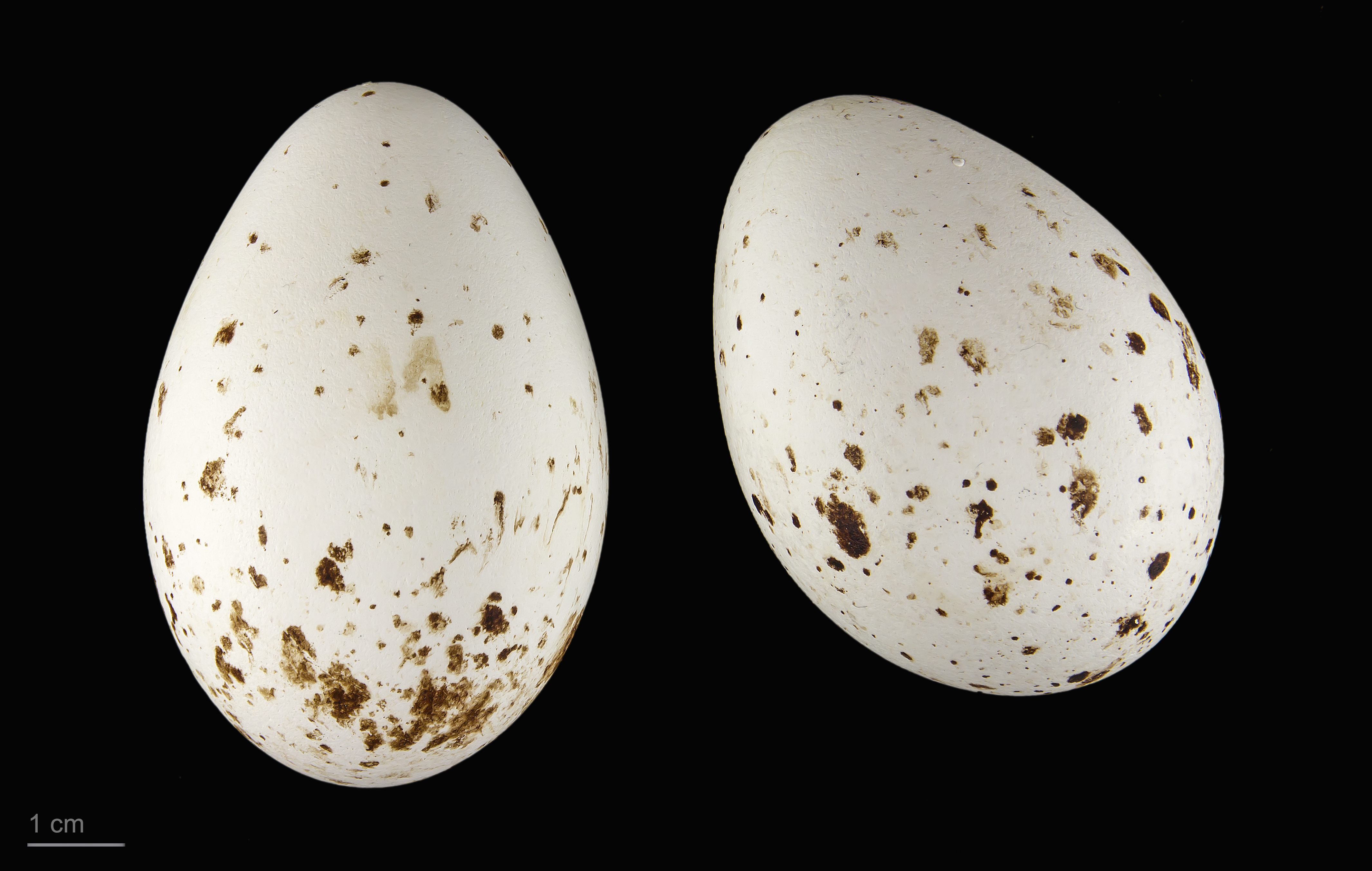
Museum specimen - île Kiji, Mauritania